# Rock & Roll Madness
Rock & Roll Madness è il secondo album discografico del gruppo rock statunitense Ruby, formato nel 1976 da Tom Fogerty e Randy Oda, il disco fu pubblicato dall'etichetta discografica PBR Interntional nel 1978.

## Tracce

### LP
Lato A
1. Run with Your Love – 3:03 (Randy Oda)
2. Mistreater – 2:45 (Randy Oda)
3. Take a Little More Time – 4:20 (Randy Oda)
4. Make Love to You – 3:25 (Anthony Davis Mitchell)
5. Evergreen in Mexico – 2:35 (Tom Fogerty)

Lato B
1. It's Gotta Be You – 2:55 (Randy Oda)
2. Take Me Higher – 3:55 (Randy Oda)
3. Singin' the Blues (Reggae) – 4:25 (Mary McCreary)
4. King Arthur's March (Strumentale) – 5:26 (Randy Oda)
5. Dance All Night – 3:25 (Anthony Davis Mitchell)

## Formazione
- Tom Fogerty - chitarra ritmica, percussioni
- Tom Fogerty - voce solista (brani: Run with Your Love, Mistreater, Take a Little More Time, Evergreen in Mexico, It's Gotta Be You, Take Me Higher e Dance All Night)
- Randy Oda - chitarra solista, tastiere, sintetizzatore ARP
- Randy Oda - voce (brano: Take Me Higher)
- Anthony Davis - basso
- Anthony Davis - voce solista (brani: Make Love to You e Dance All Night)
- Bobby Cochran - batteria, percussioni
- Bobby Cochran - voce solista (brano: Singin' the Blues (Reggae))

Note aggiuntive
- Tom Fogerty - produttore
- Patrick Boyle - produttore esecutivo
- Registrazioni effettuate al LRS di Burbank (California), eccetto brani: Mistreater e Take Me Higher
- Brani: Mistreater e Take Me Higher, registrati (base musicale) al Wally Heider Recording di San Francisco (California) e al Mantra Studio di San Mateo (California)
- Bruce Kennedy - ingegnere delle registrazioni
- Mastering effettuato nel Regno Unito al Pye Studios di Londra
- Mike Brown - ingegnere mastering
- Don Schnabel - jacket design
- Bob Fogerty - fotografia copertina frontale album originale, design album originale
- Valentine Galas - fotografia retrocopertina album originale
- Ringraziamenti speciali a: Bruce Kennedy, Ginger Mews, Scott Saxon, Bruce Brumback e Steve Mantoani[1]